# ميخائيل كوزياييف
ميخائيل كوزياييف هو لاعب كرة قدم روسي في مركز الدفاع، ولد في 22 يناير 1988 في برونيتسي في روسيا. لعب مع نادي ساتورن رامنسكوي.

## وصلات خارجية
- ميخائيل كوزياييف على موقع قاعدة بيانات كرة القدم.إي يو (الإنجليزية)
- ميخائيل كوزياييف على موقع Soccerway.com (الإنجليزية)